# Microsoft 管理コンソール
Microsoft 管理コンソール (Microsoft Management Console, MMC) は、システムの設定と監視を行うための柔軟なインターフェイスを備えたシステム管理者と上級ユーザー用向けのツールで、Windows 2000 とそれ以降の Windows NT 系のOSに搭載されている。

## MMC スナップイン
MMC はスナップインと呼ばれる COM コンポーネントであるモジュールを 1 つ以上ホストでき、実際に利用されている。多くのスナップインは Windows と一緒に同梱されている。スナップインは 「.msc」 (Management Saved Console) という拡張子である。サーバー製品もスナップインを多く実装している。マイクロソフト以外のソフトウェア企業もスナップインを実装でき、そのための方法も MSDN に掲載している。

### 主なスナップイン
スナップインでも認知度が高いものは、コントロール パネルの管理ツールの中にあるものである。Windows のどのエディション、バージョンかによるが、少なくとも数種類用意されている。たとえば、コンピュータの管理、イベント ビューア、サービスなどである。管理ツール フォルダに無い標準のスナップインも system32 フォルダにあらかじめ同梱されている。
プログラムの追加や機能の追加によってはさらにいくつか一緒に用意される。たとえば Internet Information Services や Microsoft DNS Server などである。
主に利用されるスナップインで、その他のスナップインとして、Exchange Server、Active Directory、グループ ポリシーなどスナップインがある。

## バージョン履歴
- MMC 1.0 は Windows NT 4.0 Option Pack で出荷された。
- MMC 1.1 は SQL Server 7.0 と System Management Server 2.0 で出荷され、Windows 9x 用と Windows NT 用にダウンロードで提供された。新しい特徴として、
  - スナップイン タスクパッド
  - ウィザード スタイルのプロパティ シート
  - 実行時にスナップインを拡張する機能
  - HTML Help のサポート
- MMC 1.2 は Windows 2000 で出荷された。新しい特徴として、
  - Windows Installer と グループ ポリシーのサポート
  - フィルタ処理されたビューのサポート
  - ビューをテキストファイルに書き出す
  - ユーザーによるカラム レイアウトの変更のサポート
- MMC 2.0 は Windows XP と Windows Server 2003 で出荷された。新しい特徴として、
  - 新しいビジュアル スタイルの対応
  - 外部の MMC からの（スクリプトなどによる）機能的な MMC スナップインの呼び出しの許可。オートメーション オブジェクト モデルの対応
  - 64 ビットの対応
  - コンソール タスクパッド
  - ビューの拡張
  - ヘルプ の MUI 対応
- MMC 3.0 は Windows Server 2003 R2 で出荷され、Windows Server 2003 SP2、Windows Vista、Windows Server 2008、Windows XP SP3 にも一緒に同梱された。Windows XP SP2 用と Windows Server 2003 SP1 用にダウンロード提供がされている。新しい特徴として、
  - ウィンドウ右側に操作パネルの追加
  - .NET Framework による開発の対応
  - スナップインを作成する際に必要なコードの量の削減
  - デバッグ機能の強化
  - 非同期の UI モデル （MMC 3.0 用スナップインのみ）
  - True-Color アイコンのサポート (Windows Vista)
  - スナップインの追加と削除
  - DEP が強制的に有効になった